# Xã Harrisburg, Quận Saline, Illinois
Xã Harrisburg (tiếng Anh: Harrisburg Township) là một xã thuộc quận Saline, tiểu bang Illinois, Hoa Kỳ. Năm 2010, dân số của xã này là 10.790 người.